# Empresa nacional de ferrocarriles del Peru
L'Empresa nacional de ferrocarriles del Peru (Enafer), créée par décret du 19 septembre 1972, est la société publique qui assure la gestion et l'exploitation commerciale du réseau de chemins de fer du Pérou. 

## Historique
Elle a été formée par la nationalisation de compagnies privées à capitaux étrangers qui exploitaient principalement deux réseaux disjoints : le chemin de fer du centre qui dessert Lima et le chemin de fer du sud qui offre un second débouché sur l'océan Pacifique.
Le réseau ferroviaire du Pérou comprend au total 1 886 km de lignes, principalement à voie unique et à écartement normal. On y trouve la gare de La Galera, située à 4 781 m d'altitude.